# Helianthemum
- Commons
- Wikispecies

Helianthemum é um género botânico pertencente à família Cistaceae.
1. ↑  «Helianthemum — World Flora Online». www.worldfloraonline.org. Consultado em 19 de agosto de 2020